# CD80
CD80 (англ. CD80 molecule) – білок, який кодується однойменним геном, розташованим у людей на короткому плечі 3-ї хромосоми.  Довжина поліпептидного ланцюга білка становить 288 амінокислот, а молекулярна маса — 33 048.
| 10         |  | 20         |  | 30         |  | 40         |  | 50         |
| ---------- |  | ---------- |  | ---------- |  | ---------- |  | ---------- |
| MGHTRRQGTS |  | PSKCPYLNFF |  | QLLVLAGLSH |  | FCSGVIHVTK |  | EVKEVATLSC |
| GHNVSVEELA |  | QTRIYWQKEK |  | KMVLTMMSGD |  | MNIWPEYKNR |  | TIFDITNNLS |
| IVILALRPSD |  | EGTYECVVLK |  | YEKDAFKREH |  | LAEVTLSVKA |  | DFPTPSISDF |
| EIPTSNIRRI |  | ICSTSGGFPE |  | PHLSWLENGE |  | ELNAINTTVS |  | QDPETELYAV |
| SSKLDFNMTT |  | NHSFMCLIKY |  | GHLRVNQTFN |  | WNTTKQEHFP |  | DNLLPSWAIT |
| LISVNGIFVI |  | CCLTYCFAPR |  | CRERRRNERL |  | RRESVRPV   |  |            |

A: Аланін

C: Цистеїн

D: Аспарагінова кислота

E: Глутамінова кислота

F: Фенілаланін

G: Гліцин

H: Гістидин

I: Ізолейцин

K: Лізин

L: Лейцин

M: Метіонін

N: Аспарагін

P: Пролін

Q: Глутамін

R: Аргінін

S: Серин

T: Треонін

V: Валін

W: Триптофан

Кодований геном білок за функціями належить до рецепторів клітини-хазяїна для входу вірусу, рецепторів, фосфопротеїнів. 
Задіяний у таких біологічних процесах як взаємодія хазяїн-вірус, альтернативний сплайсинг. 
Локалізований у мембрані.